# 哈克斯海姆
哈克斯海姆是德国莱茵兰-普法尔茨州的一个市镇。总面积3.51平方公里，总人口2189人，其中男性1113人，女性1076人（2011年12月31日），人口密度624人/平方公里。